# Chiesa del Cominac
La Chiesa del Cominac è una chiesa votiva situata a Oust, frazione del comune di Ercé, all'interno della Diocesi di Pamiers nel Dipartimento dell'Ariège, in Occitania.

## Storia
Questa chiesa dal particolare campanile "a cipolla" è diventata famosa perché il giorno 6 marzo 1906, alle porte della settimana santa di Tolosa, svolta dall'11 al 13 marzo 1906, sotto la guida del suo parroco, la popolazione, assistita da tre Orsi dei Pirenei, insorse contro i funzionari statali venuti a stilare un inventario delle i beni della chiesa. Questo inventario fu poi effettuato in tutta la Francia in applicazione della legge di “separazione dei beni statali e ecclesiastici”.
Temendo che la loro chiesa venisse confiscata, i parrocchiani hanno ostacolato l'”inventario Cominac”. È vero che 67 famiglie della frazione avevano finanziato la costruzione di questa chiesa, si trattava quindi di proprietà privata o associativa, e non di patrimonio demaniale ai sensi della legge di separazione tra Chiesa e Stato del 1905.

## Descrizione
La chiesa, in stile gotico, al di sopra del portale e del piccolo rosone presenta una statua della madonnina.